# Киряба
Киряба — река в России на Южном Урале, протекает в Учалинском районе республики Башкортостан. Устье реки находится в 18 км по левому берегу реки Бирся возле села Кирябинского. Длина реки составляет 12 км.

## Данные водного реестра
По данным государственного водного реестра России относится к Уральскому бассейновому округу, водохозяйственный участок реки — Урал от истока до Верхнеуральского гидроузла, речной подбассейн реки — подбассейн отсутствует. Речной бассейн реки — Урал (российская часть бассейна).
Код объекта в государственном водном реестре — 12010000112112200001405.